# Bürgermeisterei Euskirchen
Die Bürgermeisterei Euskirchen war eine von zunächst siebzehn preußischen Bürgermeistereien, in die sich der 1816 gebildete Kreis Lechenich, 1827 umbenannt in Kreis Euskirchen, im Regierungsbezirk Köln verwaltungsmäßig gliederte. Sie bestand aus zwei Gemeinden und wurde 1856 aufgelöst.

## Gemeinden und zugehörige Ortschaften
Zur Bürgermeisterei gehörten folgende Gemeinden und Ortschaften (Stand: ~ 1846):
- Stadt Euskirchen mit dem Weiler Kessenich und dem Rüdesheimer Hof
- Gemeinde Billig mit dem Hof Augenbroich

## Geschichte
Vor der Besetzung der linksrheinischen Gebiete durch Frankreich 1794 gehörte das Gebiet der Bürgermeisterei Euskirchen zum Herzogtum Jülich. Unter der Herrschaft der Franzosen, die die Verwaltung in den annektierten Gebieten völlig neu ordneten, war Euskirchen Sitz einer Mairie innerhalb des Kantons Zülpich im Arrondissement de Cologne des Departements de la Roer. 1815 fiel das Rheinland und damit auch die Mairie Euskirchen an Preußen, das die französische Verwaltungseinteilung auf der kommunalen Ebene fast unverändert übernahm. Aus der Mairie Euskirchen wurde die Bürgermeisterei Euskirchen im Kreis Lechenich im Regierungsbezirk Köln. Dieser gehörte zunächst zur Provinz Jülich-Kleve-Berg, die 1822 mit der Provinz Großherzogtum Niederrhein zur Rheinprovinz zusammengefasst wurde.
Mit Einführung der Rheinischen Gemeindeordnung kam es 1845 zur rechtlichen (Wieder-)Anerkennung der durch die Bürgermeistereien verwalteten Gemeinden als Gebietskörperschaft. In der Bürgermeisterei Euskirchen wurden die Gemeinden Euskirchen und Billig eingerichtet. Im Dezember 1850 erfolgte in der Bürgermeisterei die Einführung der neuen preußischen Gemeindeordnung.
1856 erhielt Euskirchen die Rechte einer Stadt nach der Rheinischen Städteordnung verliehen und schied aus der Bürgermeisterei Euskirchen aus. Die Bürgermeisterei wurde aufgelöst und die Gemeinde Billig der Bürgermeisterei Wachendorf zugeordnet.
Durch § 4 des Gesetzes zur Neugliederung des Landkreises Euskirchen vom 10. Juni 1969 wurde die Gemeinde Billig am 1. Juli 1969 in die Stadt Euskirchen „eingemeindet“, wobei es sich in rechtlicher Hinsicht um den Zusammenschluss von 20 Gemeinden, darunter einer Stadt, zu einer neuen Gemeinde handelte, die den Namen Euskirchen erhielt und die Bezeichnung Stadt führt.

## Bürgermeister
Die Bürgermeister der Bürgermeisterei Euskirchen von 1816 bis 1856:
- 1816–1817: Johann Josef Krauthausen
- 1817–1836: Michael Boener
- 1836–1850: Franz Wiertz
- 1850–1856: Josef Ruhr

Johann Josef Krauthausen war bereits ab 1800 Maire und wurde 1816 als Bürgermeister im Amt belassen. Josef Ruhr war nach dem Ausscheiden der Stadt Euskirchen aus der Bürgermeisterei noch bis 1870 Bürgermeister der Stadt.

## Statistische Angaben
Nach der „Topographisch-Statistischen Beschreibung der Königlich Preußischen Rheinprovinz“ aus dem Jahr 1830 gehörten zur Bürgermeisterei eine Stadt, ein Dorf, ein Weiler, zwei Höfe und fünf Mühlen. Es gab fünf Kirchen und Kapellen, acht öffentliche Gebäude und 385 Privatwohnhäuser sowie 574 Scheunen und Ställe.
Die Bürgermeisterei umfasste 2.575 ha, davon entfielen 2.276 ha auf Euskirchen und 299 ha auf Billig.
In der Bürgermeisterei wohnten:
| Jahr | Einwohner | katholisch | evangelisch | jüdisch | männlich | weiblich |
| ---- | --------- | ---------- | ----------- | ------- | -------- | -------- |
| 1816 | 1964      |            |             |         |          |          |
| 1825 | 2482      |            |             |         |          |          |
| 1828 | 2638      | 2553       | 15          | 70      | 1366     | 1272     |
| 1843 | 3346      | 3224       | 47          | 75      |          |          |

Die Zahl der Wohnhäuser hatte sich 1843 auf 515 erhöht.